# Lucjusz Cecyliusz Metellus
Lucius Caecilius Metellus – rzymski konsul w roku 68 p.n.e.; członek wpływowego plebejskiego rodu rzymskiego Cecyliuszy, syn Gajusza Cecyliusza Metellusa Kaprariusza, konsula w 113 p.n.e. 
Pretor w 71 p.n.e.. W 71 p.n.e. udał się na Sycylię w charakterze propretora niecierpliwie oczekiwany przez mieszkańców Sycylii udręczonych polityką Werresa. Poprawił sytuację prowincji doprowadzonej do ruiny przez poprzednio nią zarządzającego pretora Gajusa Werresa, w szczególności zadbał o rolnictwo. Przywrócił obowiązek dostaw zbóż przez Mamertynów (mieszkańców Messyny), którzy wcześniej przekupili Werresa. Pokonał też pirata Pyrganiona, który z Syrakuz uczynił bazę krwawych wypadów. Metellus pokonał go i zmusił do opuszczenia Sycylii. Swoimi działaniami obronił wyspę przed piratami, Lucjusz Metellus należał do arystokratycznych przyjaciół Gajusza Werresa i utrudniał dochodzenie w sprawie działalności swojego poprzednika w czasie sławnego procesie. Między innymi utrudniając przybycie świadków oskarżenia. Przeciwstawiał się także  procesowi obalania posągów ku czci Werresa w miastach sycylijskich. Cyceron oskarża go o wymuszanie przemocą na miastach sycylijskich korzystnych dla Werresa zeznań.
Konsul w 68 p.n.e. wraz z Kwintusem Marcjuszem Reksem. Zmarł wkrótce po objęciu urzędu.